# Manuel Aznar López
Manuel Aznar López (Oviedo, 1947) es un jurista español, consejero del Tribunal de Cuentas entre 2012 y 2021 por parte del Senado. Es hermano mayor del expresidente del gobierno José María Aznar.

## Biografía
Hijo del periodista Manuel Aznar Acedo y nieto del periodista y diplomático Manuel Aznar Zubigaray. Licenciado en Derecho, fue funcionario de la Seguridad Social antes de ser asesor responsable del Área de Bienestar Social, Trabajo y Atención al Menor de la Oficina del Defensor del Pueblo. En 1996, fue propuesto por el Partido Popular para ser nombrado adjunto segundo del Defensor del Pueblo, pero presentó su renuncia debido a que su hermano, José María Aznar, llevaba unos meses como jefe del gobierno español. En 2002, dimitió para irse de agregado laboral a la Embajada de España en Roma, donde permaneció hasta 2006. Volvió entonces a España para ocupar plaza en la asesoría jurídica del Tribunal de Cuentas.
Funcionario experto en temas de marginación social, aboga por la defensa de los servicios sociales en educación, sanidad, vivienda y en todas las prestaciones de lucha contra la pobreza y la exclusión. Según sus propias palabras, "El Estado ha de garantizar estas prestaciones". Autor de un libro sobre derechos de los usuarios de centros sanitarios, sociales y sociosanitarios.